# دانشگاه ایالتی پادانگ
دانشگاه ایالتی پادانگ (به لاتین: State University of Padang) یک دانشگاه در اندونزی است که در پادنگ، اندونزی واقع شده‌است.